# Liste der Mitglieder des Sächsischen Landtags 1847
Diese Liste gibt einen Überblick über die Mitglieder des außerordentlichen Sächsischen Landtags des Jahres 1847.

## Zusammensetzung der I. Kammer

### Präsidium
- Präsident: Friedrich Freiherr von Friesen
- Vizepräsident: Karl Balthasar Hübler
- 1. Sekretär: Gustav Heinrich Freiherr von Biedermann
- 2. Sekretär: Paul August Ritterstädt

### Vertreter des Königshauses und der Standesherrschaften
| Besitz oder Institution                                      | Abgeordneter                           | Bemerkungen |
| ------------------------------------------------------------ | -------------------------------------- | ----------- |
| Sächsisches Königshaus                                       | Prinz Johann                           |             |
| Besitzer der Standesherrschaft Königsbrück                   | Peter Alfred Graf von Hohenthal        |             |
| Besitzer der Standesherrschaft Reibersdorf                   | Kurt Heinrich Ernst Graf von Einsiedel |             |
| Besitzer der Herrschaft Wildenfels                           | Friedrich Graf zur Lippe               |             |
| Vertreter der vier Schönburgischen Lehnsherrschaften         | Graf Otto Viktor Herr von Schönburg    |             |
| Bevollmächtigter der fünf Schönburgischen Rezessherrschaften | Friedrich Theodor von Criegern         |             |
| Vertreter der Universität Leipzig                            | Friedrich Adolph Schilling             |             |

### Vertreter der Geistlichkeit
| Amt                                  | Abgeordneter                            | Bemerkungen |
| ------------------------------------ | --------------------------------------- | ----------- |
| Evangelischer Oberhofprediger        | Christoph Friedrich von Ammon           |             |
| Dekan des Domstifts zu Bautzen       | Joseph Dittrich                         |             |
| Superintendent zu Leipzig            | Christian Gottlob Lebrecht Großmann     |             |
| Vertreter des Kollegiatstifts Wurzen | Gustav Heinrich Freiherr von Biedermann |             |
| Vertreter des Hochstifts Meißen      | Ernst von Nostitz                       |             |

### Auf Lebenszeit gewählte Abgeordnete der Rittergutsbesitzer
| Wahlbezirk            | Abgeordneter                                                               | Bemerkungen |
| --------------------- | -------------------------------------------------------------------------- | ----------- |
| Meißner Kreis         | Gottlob Friedrich von Thielau                                              |             |
| Meißner Kreis         | Ernst Gottlob von Heynitz                                                  |             |
| Meißner Kreis         | Dietrich von Miltitz                                                       |             |
| Erzgebirgischer Kreis | Christian Friedrich Meinhold                                               |             |
| Erzgebirgischer Kreis | Caspar Carl Philipp Utz von Schönberg                                      |             |
| Oberlausitz           | Gottlob Heinrich von Minkwitz                                              |             |
| Oberlausitz           | Wilhelm Carl Heinrich von Polenz                                           |             |
| Oberlausitz           | Egon Heinrich Gustav von Schönberg, genannt Freiherr von Bibran und Modlau |             |
| Leipziger Kreis       | Heinrich Wilhelm Crusius                                                   |             |
| Leipziger Kreis       | Karl Friedrich Anton Graf von Hohenthal                                    |             |
| Vogtländischer Kreis  | Friedrich Ernst von Schönfels                                              |             |
| Vogtländischer Kreis  | Carl von Metzsch                                                           |             |

### Rittergutsbesitzer durch Königliche Ernennung
- Alexander Anger
- Heinrich Otto von Erdmannsdorf
- Friedrich Freiherr von Friesen
- Hans Adolph von Hartitzsch
- Hans Friedrich Curt von Lüttichenau
- Wilhelm Eberhard Ferdinand von Pflugk
- Curt Ernst von Posern
- Rudolph Friedrich Theodor von Watzdorf
- Curt Robert Freiherr von Welck
- Ludwig Friedrich Ferdinand von Zedtwitz

### Magistratspersonen
| Wahlbezirk | Abgeordneter                                 | Bemerkungen |
| ---------- | -------------------------------------------- | ----------- |
| Dresden    | Karl Balthasar Hübler, Bürgermeister         |             |
| Leipzig    | Johann Carl Groß, Bürgermeister              |             |
| Freiberg   | Ernst Wilhelm Bernhardi, Bürgermeister       |             |
| Leisnig    | Carl Moritz Mirus, Bürgermeister             |             |
| Pirna      | Paul August Ritterstädt, Bürgermeister       |             |
| Plauen     | Ernst Wilhelm Gottschald, Bürgermeister      |             |
| Bautzen    | Adolph Traugott Eduard Starke, Bürgermeister |             |
| Chemnitz   | Robert Sigismund Schanz, Bürgermeister       |             |

## Zusammensetzung der II. Kammer

### Präsidium
- Präsident: Alexander Karl Herrmann Braun
- Vizepräsident: Heinrich Erdmann August von Thielau
- 1. Sekretär: Friedrich Theophil Hensel
- 2. Sekretär: Carl Hugo Tzschucke

### Abgeordnete der Rittergutsbesitzer
| Wahlbezirk            | Abgeordneter                                           | stellvertretender Abgeordneter          | Bemerkungen                                                             |
| --------------------- | ------------------------------------------------------ | --------------------------------------- | ----------------------------------------------------------------------- |
| Erzgebirgischer Kreis | Rudolf Benno von Römer                                 | Carl Friedrich Hildebrand von Einsiedel |                                                                         |
| Erzgebirgischer Kreis | Johann Carl Wilhelm Graf von Ronnow                    | Carl Friedrich Curt von Seidewitz       |                                                                         |
| Erzgebirgischer Kreis | Eduard Heinrich von Schönfels                          | Carl Jockisch-Scheuereck                |                                                                         |
| Leipziger Kreis       |                                                        | Hermann von Abendroth                   | Friedrich Wilhelm Georg aus dem Winkel wegen Gutsverkaufs ausgeschieden |
| Leipziger Kreis       | Theodor Alexander Platzmann                            | Julius Innocenz von Einsiedel           |                                                                         |
| Leipziger Kreis       | Ludwig Wilhelm Ferdinand von Beschwitz                 | Hermann Freiherr von Friesen            |                                                                         |
| Leipziger Kreis       | August Ferdinand Stockmann                             | Moritz Clauß                            |                                                                         |
| Meißner Kreis         | Friedrich von Berlepsch                                | Friedrich August von Globig             |                                                                         |
| Meißner Kreis         |                                                        | Carl August Rittner                     |                                                                         |
| Meißner Kreis         | Eduard van der Beeck                                   | Bernhard Freiherr von Rochow            |                                                                         |
| Meißner Kreis         | Carl Ferdinand Leopold Sigismund Edler von der Planitz | Julius Bernhard von Könneritz           |                                                                         |
| Meißner Kreis         | Friedrich Wilhelm Schäffer                             | Ludwig Eduard Victor von Zehmen         |                                                                         |
| Oberlausitz           | Anton Gustav Freiherr von Gablenz                      | Carl Moritz Brescius                    |                                                                         |
| Oberlausitz           | Joseph Woldemar von Zezschwitz                         | Friedrich Theodor von Criegern          |                                                                         |
| Oberlausitz           | Warner Reinhold Geißler                                | Paul Hermann                            |                                                                         |
| Oberlausitz           | Carl Wilhelm Traugott von Mayer                        | Julius von Glaß                         |                                                                         |
| Oberlausitz           | Heinrich Erdmann August von Thielau                    | Carl Wilhelm von Standfest              |                                                                         |
| Vogtländischer Kreis  | Heinrich Ludolph Kasten                                | Friedrich Wilhelm Adler                 |                                                                         |
| Vogtländischer Kreis  | Friedrich Wilhelm von der Heydte                       | Alexander August von Beulwitz           |                                                                         |
| Vogtländischer Kreis  | August Jani                                            | Friedrich Wilhelm Michaelis             |                                                                         |

### Abgeordnete der Städte
| Wahlbezirk | Abgeordneter                  | stellvertretender Abgeordneter     | Bemerkungen |
| ---------- | ----------------------------- | ---------------------------------- | --- |
| 1          |                               | Wilhelm Anton                      | Friedrich Rudolph Sörnitz gehört dem Wahlbezirk nicht mehr an                                                      |
| 2          | Carl Ferdinand Heuberer       | Carl Friedrich Wilhelm Schmiedtgen | |
| 3          | Carl Schwabe                  | Georg Friedrich Wehner             | |
| 4          |                               | Julius Theodor Schmidt             | Christian Friedrich Traugott Klien wegen Anstellung im Staatsdienst ausgeschieden                                  |
| 5          | Carl Hugo Tzschucke           | Franz Ludwig Siegel                | |
| 6          | Wilhelm Michael Schaffrath    | Carl Gottfried Kuntzsch            | |
| 7          |                               | Carl Ferdinand Hering              | Hermann Adolph Klinger gehört dem Wahlbezirk nicht mehr an                                                         |
| 8          | Carl Friedrich Sachße         | Robert Beyer                       | |
| 9          | Carl August Erchenbrecher     | Gottfried Wilhelm Nägler           | |
| 10         | Carl Friedrich Metzler        | Jacob Georg Bodemer                | |
| 11         | Johann August Scheibner       | Emil Christian Hänel               | |
| 12         |                               | Friedrich Gustav Weidauer          | der gewählte Abgeordnete Anton Voß war wegen Veruntreuungen vom Landtag suspendiert und im Frühjahr 1846 entflohen |
| 13         |                               | Johann Heinrich Köster             | Friedrich Schumann gehört dem Wahlbezirk nicht mehr an                                                             |
| 14         | Robert Scharf                 | Johann Christian Haberkorn         | |
| 15         | Martin Gotthard Oberländer    | Carl Gottlieb Schmelzer            | |
| 16         | Gottlob Grimm                 | Carl Adolph Beutler                | |
| 17         | Alexander Karl Herrmann Braun | Franz August Mammen                | |
| 18         | Carl Todt                     | Wilhelm Becker                     | |
| 19         | Friedrich Theophil Hensel     | Carl Friedrich Domsch              | |
| 20         | Adolph Ernst Hensel           | Gustav Woldemar Kretzschmar        | |
| Chemnitz   | Franz Xaver Rewitzer          | Magnus Ottomar Kölz                | |
| Dresden    | Christian Gottlieb Eisenstuck | Carl Julius Küttner                | exakte Benennung des Dresdner Wahlbezirks erfolgt in vorliegenden Quellen nicht                                    |
| Dresden    | Carl Ludwig Meisel            | Gottfried Heinrich Jordan          | exakte Benennung des Dresdner Wahlbezirks erfolgt in vorliegenden Quellen nicht                                    |
| Leipzig    | Karl Heinrich Haase           | Robert Julius Vollsack             | exakte Benennung des Leipziger Wahlbezirks erfolgt in vorliegenden Quellen nicht                                   |
| Leipzig    | Heinrich Brockhaus            | Georg Friedrich Fleischer          | exakte Benennung des Leipziger Wahlbezirks erfolgt in vorliegenden Quellen nicht                                   |

### Abgeordnete des Bauernstandes
| Wahlbezirk | Abgeordneter                     | stellvertretender Abgeordneter | Bemerkungen                                                                                                  |
| ---------- | -------------------------------- | ------------------------------ | --- |
| 1          | Hermann Joseph                   | Carl Christian August Pusch    | |
| 2          | Johann Christoph Huth            | Carl Lindner                   | |
| 3          | Friedrich Wilhelm Müller         | August Ehrhardt Kirmse         | |
| 4          | Johann Gottlieb Kleeberg         | Gotthelf Fürchtegott Beck      | |
| 5          | Christian Traugott Oehmichen     | Christian Wolf                 | |
| 6          | Johann George Wend               | Johann Gottlieb Fehrmann       | |
| 7          | Gottlob Fürchtegott Haußwald     | Gustav Adolph Wahle            | |
| 8          | Carl August Cubasch              | Carl August Thiermann          | |
| 9          | Wilhelm August Ernst Haden       | Carl Friedrich August Kunzmann | |
| 10         | Johann Gottlieb Ludwig           | Carl Heinrich Schmidt          | |
| 11         | Carl Friedrich Wolf              | Johann Gottfried Eulitz        | |
| 12         | Johann Gottlob Friedrich Pfeifer | Carl Alexander Rudolph         | |
| 13         | August Friedrich Siegert         | Carl Friedrich Otto Geyer      | |
| 14         | Carl Joseph Thümer               | Karl August Müller             | |
| 15         | Carl Ferdinand Oehme             | Johann Traugott Heinrich Lutze | |
| 16         | Karl Friedrich Wilhelm Heyn      | Karl Heinrich Scheidhauer      | |
| 17         | Johann George Christoph Neydel   | Carl Gotthilf Nestler          | |
| 18         | Karl Friedrich Naundorf          | Johann Gottfried Georgi        | |
| 19         | Johann Gottfried Vogel           | Adam Gottlieb Schwarzenberg    | |
| 20         | Carl Traugott Speck              | Johann Gottlob Trampel         | |
| 21         | Gottlieb Scholze                 | Christian Gottlieb Riedel      | |
| 22         | Christian Gottfried Zimmermann   | Johann Benjamin Mönch          | |
| 23         | vakant                           | vakant                         | Karl Gottlob Zische durch Grundstücksverkauf mit verminderter Steuerquote nicht mehr für Mandat qualifiziert |
| 24         | Johann Miehle                    | Johann Lehmann                 | |
| 25         | Johann Kockul                    | Johann Traugott Herrmann       | |

### Vertreter des Handels und Fabrikwesens
| Bezirk | Abgeordneter              | stellvertretender Abgeordneter | Bemerkungen |
| ------ | ------------------------- | ------------------------------ | ----------- |
| 1      | Christian Traugott Leuner | Franz Ludwig Gehe              |             |
| 2      | Heinrich Poppe            | Gustav Harkort                 |             |
| 3      | Carl Ziegler              | Heinrich Jacob Bodemer         |             |
| 4      | Peter Otto Clauß          | Adolph Hecker                  |             |
| 5      | Robert Georgi             | Eli Evans                      |             |